# مهندسة الكمبيوتر باربي
مهندسة الكمبيوتر باربي هو الإصدار الوظيفي 126 من دمية باربي التي تنتجها شركة ماتيل (Mattel). استجابة لنتائج الاستطلاع التي تشير إلى دعم قوي لمهندسي الكمبيوتر، أنشئت مجموعة الدمية وعرضت في عام 2010. في عام 2014، اعتذرت شركة ماتيل عن الكتاب المصاحب لها بعنوان «أستطيع أن أكون مهندسة كومبيوتر»، بعد شكاوى عبر الإنترنت أن الكتاب جسد «باربي» غير كفء في هذا المجال، وتحتاج إلى مساعدة من الرجال.

## الوصف
لدى الدمية كمبيوتر محمول وردي وهاتف ذكي وردي، وترتدي نظارات وردية هندسية، وساعة وردية، وبنطالًا أسود، وقميصًا مزينًا بكلمة «باربي» مكتوبة بالشيفرة الثنائية، وسترة مُجهزة بتفاصيل غرزة السرج، وحذاء نسائي وردي، وسماعة بلوتوث. تضمنت العبوة رمزًا لفتح محتوى اللعبة الحصري على موقع باربي الإلكتروني. تمت استشارة مهندسات، بمن فيهن بيتي شاناهان، المدير التنفيذي لجمعية النساء المهندسات، وأليس أجوجينو من الأكاديمية الوطنية للهندسة حول خزانة ملابسها وبيئة عملها. اقترحن أنها من أجل المصداقية احتاجت إلى «علبة مياه غازية وكيس شيبس دوريتوس» على مكتبها؛ ولديها فنجان قهوة. تضمّن نموذج واحد أيضًا بطريق لينكس؛ باربي تدير لينكس على جهاز العرض المزدوج.

## لمحة تاريخية
في عام 2010، دعت شركة ماتيل الأشخاص للتصويت على مهنة باربي الـ 126، وهي المرة الأولى في تاريخ الشركة. تمكن الناخبون من الاختيار من بين خمسة خيارات: مهندسة كمبيوتر، ومهندسة معمارية، وخبيرة بيئية، ومذيعة أخبار، وجراحة. على الرغم من أن الفتيات فضّلن مذيعة الأخبار، كانت مهندسة الكمبيوتر الخيار الأكثر شعبية في الاقتراع عبر الإنترنت، ويرجع ذلك جزئيًا إلى الترويج من قبل جمعية النساء المهندسات. تم إطلاق الدميتين معًا في معرض الألعاب الدولي الأمريكي 2010.

## الأصداء
تشجع العديد من كتّاب المنشورات التقنية والمراجعين الآخرين من خلال اختيار المهنة، على أمل أن يشجع ذلك الفتيات على التفكير في مهن في علوم الكمبيوتر. ومع ذلك، فإن كمية اللون الوردي، وتصفيفة الشعر، والملابس الأنيقة صدمت بعض النساء بأنها غير واقعية وعبارة عن قوالب نمطية.
تم إصدار الكتاب المصاحب «أستطيع أن أكون مهندسة كومبيوتر» في عام 2013 مع كتاب «أستطيع أن أكون ممثلة». تلقى الكتاب انتقادات واسعة النطاق، لا سيما ابتداء من نوفمبر 2014، لتصوير باربي معتمدةً على صديقين ذكرين لبرمجة اللعبة التي تصممها. بالإضافة إلى ذلك، عليهما مساعدتها بعد أن يصيب فيروس جهازها الكومبيوتر وجهاز أختها سكيبير عن طريق الخطأ (عبر عصا USB وردية وبشكل قلب ترتديها حول عنقها)، بعد تجاهل النصيحة التي قدمتها مدرّسة الكمبيوتر.
أنشئ موقع على شبكة الإنترنت لتمكين الناس من استبدال أجزاء من نص الكتاب بنصهم الخاص، وسحبت شركة ماتيل العنوان من أمازون بعد العديد من المراجعات النقدية. صرح الناشر بأنه تم إيقافه. قال متحدث باسم شركة ماتيل إن الكتاب قد نُشر لأول مرة في عام 2010 وقد عفا عليه الزمن، واعتذرت الشركة. تقول باربي في الكتاب إنها «تبتكر فقط أفكار التصميم» وأنه يتعين على صديقيها الذكرين القيام بالتشفير؛ قالت المؤلفة -التي أعلنت نفسها مناصرة لحقوق المرأة- إن مهمتها كانت تصوير باربي كمصممة و«تأسف لأنها ربما تركت الصور النمطية تندرج في الكتاب».
ردًا على شكاوى الكتاب، نشرت شركة ماتيل اعتذارًا على صفحتها الرسمية على فيسبوك لباربي قائلة إن «تصوير باربي في هذه القصة المحددة لا يعكس رؤية العلامة التجارية لما تمثله باربي.»